# Pseudobranchus
Pseudobranchus är ett släkte av groddjur som ingår i familjen tandlösa gälsalamandrar.
Dessa salamandrar förekommer i östra USA från South Carolina till Florida.
Arter enligt Catalogue of Life:
- Pseudobranchus axanthus
- Pseudobranchus striatus